# Dodge-Bailey House
La Dodge-Bailey House est une maison américaine située à Santa Fe, au Nouveau-Mexique. Construite selon les plans de John Gaw Meem dans le style Pueblo Revival en 1940, agrandie en 1957, elle est inscrite au New Mexico State Register of Cultural Properties depuis le 8 décembre 2006 et au Registre national des lieux historiques depuis le 8 mai 2007.